# Lukhangwa
Lukhangwa, geboren als Tsewang Rabden (1895 - New Delhi, 24 februari 1965) was een Tibetaans politicus. Hij behoorde tot de leken en was begin jaren 50 premier van de Tibetaanse regering.

## Levensloop
Lukhangwa trad in 1915 toe als functionaris in de regering van Tibet. Hij vervulde verschillende taken en was onder meer verantwoordelijk voor de opslagplaatsen van de regering in Lhasa (nyer-tsang-nga).
Tot 1937 was hem al meerdere malen de functie van tsepon aangeboden, die hij pas in 1937 accepteerde; tsepon is een functie die vergelijkbaar is met minister. Hij was verder een van de ministers in de Kashag, het kernkabinet van de Tibetaanse regering. Hij stond bekend als een no-nonsense spreker in het parlement. In december 1950, tijdens de invasie van Tibet, werden hij en Lobsang Tashi samen benoemd tot premier. In mei 1952 legde hij onder druk van Chinezen in Lhasa zijn functie neer.
In 1957 vertrok hij in ballingschap naar Kalimpong, India.
Tijdens de opstand in Tibet van maart 1959 leidde hij een delegatie Tibetanen die in Noord-India leefden. Met deze delegatie trok hij tevergeefs naar Delhi, om de Indiase president Jawaharlal Nehru over te halen in te grijpen in de situatie in Tibet.